# 出獄
『出獄』（しゅつごく、Call Northside 777）は1948年のアメリカ合衆国の映画。監督はヘンリー・ハサウェイ、出演はジェームズ・ステュアートなど。
1932年に発生した実在の冤罪事件（Majczek and Marcinkiewicz）を基にしたセミ・ドキュメンタリータッチのフィルム・ノワール作品。1949年のアメリカ探偵作家クラブによるエドガー賞では、最優秀映画脚本賞を受賞した。

## キャスト
| 役名                     | 俳優                     | 日本語吹替                                                                                                |
| 役名                     | 俳優                     | NETテレビ版                                                                                               |
| ------------------------ | ------------------------ | --- |
| P・J・マクニール         | ジェームズ・ステュアート | 原田一夫                                                                                                  |
| フランク・ヴィーツェック | リチャード・コンテ       | 若本紀夫                                                                                                  |
| ブライアン・ケリー       | リー・J・コッブ          | 水島晋 |
| ローラ・マクニール       | ヘレン・ウォーカー       | 塚田恵美子                                                                                                |
| ワンダ・スクトニク       | ベティー・ガルデ         | 京田尚子                                                                                                  |
| ナレーション             | トルーマン・ブラッドリー | 黒沢良 |
| 不明 その他              |                          | 塩見竜介 稲葉まつ子 安田隆 村松康雄 松岡文雄 谷口節 秋元千賀子 木原規之 油谷佐和子 篠原大作 宮下勝 村山明 |
|                          |                          | |
| 演出                     | 演出                     | 中野寛次                                                                                                  |
| 翻訳                     | 翻訳                     | 浅川寿子                                                                                                  |
| 効果                     | 効果                     | 重秀彦 |
| 調整                     | 調整                     | 飯塚秀保                                                                                                  |
| 制作                     | 制作                     | 東北新社                                                                                                  |
| 解説                     |                          | |
| 初回放送                 | 初回放送                 | 1972年9月13日 『映画招待席』                                                                              |

## スタッフ
- 監督：ヘンリー・ハサウェイ
- 製作：オットー・ラング
- 原作：ジェームズ・マクガイア
- 脚本：ジェローム・キャディ、ジェイ・ドラットラー、レナード・ホフマン、クエンティン・レイノルズ
- 撮影：ジョー・マクドナルド
- 編集：J・ワトソン・ウェッブ・Jr
- 音楽：アルフレッド・ニューマン

## 制作
1947年1月24日にドキュメンタリー形式で撮影されると発表。20世紀フォックスは事件関係者から必要な法的許可を得て、映画の資料を集めるためにプロデューサーのオットー・ラングと作家のレオナルド・ホフマンをシカゴに派遣した。脚本は最終的に、クエンティン・レイノルズとジェイ・ドラットラーがホフマンに加わり完成した。
キャスティングに関して、ニューヨーク・タイムズの3月7日のレポートによると、当初の20世紀フォックスはヘンリー・フォンダを主演に希望したが、フォンダは『哀しみの恋』への出演が決まったため、主演はジェームズ・ステュアートとなった。元々ブライアン・ケリー役にはロイド・ノーランが内定していたが、最終的にリー・J・コッブが演じることとなった。その他、助演には主に新人や一線での活動が無かった者が多く、当時「新しい顔ぶれ」と評されている。
1972年に放映された、NET版の日本語吹き替えに準主役級の吹き替えで出演した8人の声優は、当時黒沢良が主催するアテレコ教室を卒業したばかりの新人声優（若本規夫など）が起用されている。